# Cocina mexicana en el siglo XIX
La cocina mexicana tiene bases en la cocina indígena y la cocina española, de las diferentes regiones en las que se dieron. En el siglo XIX se enriqueció y evolucionó rápidamente en parte incorporando elementos de otras naciones.
Hasta inicios del siglo XIX, el modo de elaboración de los platillos mexicanos era similar en los hogares de los distintos niveles sociales. La alimentación básica de la población consistía en frijoles, maíz, tortilla, insectos, verduras, frutas, como zapote, aguacate o el tomate y gran variedad de chiles. La carne de res no era un alimento básico debido a su alto precio y bajo presupuesto de gran parte de la población, pero a raíz de la llegada de la dinastía Borbón a España y sobre todo después de la consumación de la independencia, el país recibió influencias de diversos países y su comida también, lo que diversificó lo que se servían en las mesas de diferentes ciudades y enriqueció las opciones al alcance de las clases medias y altas. 

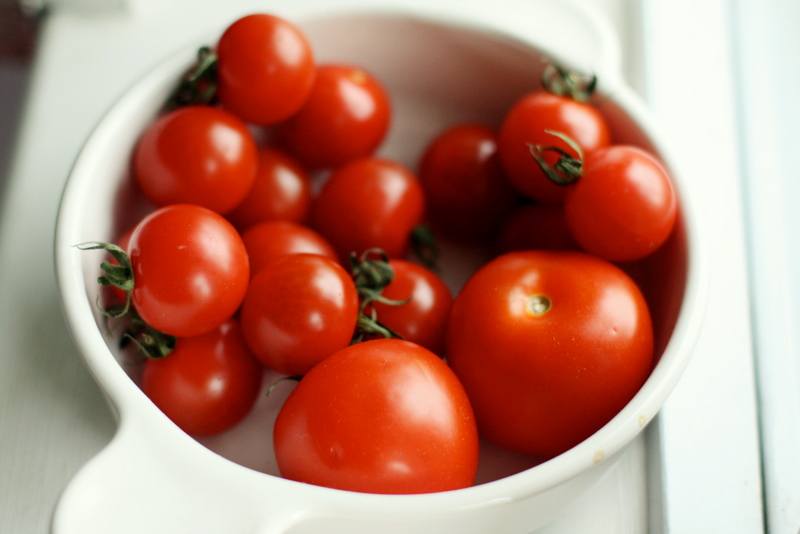
El jitomate, o tomate, originario de México es parte esencial de su cocina tradicional y una gran aportación culinaria a otros países

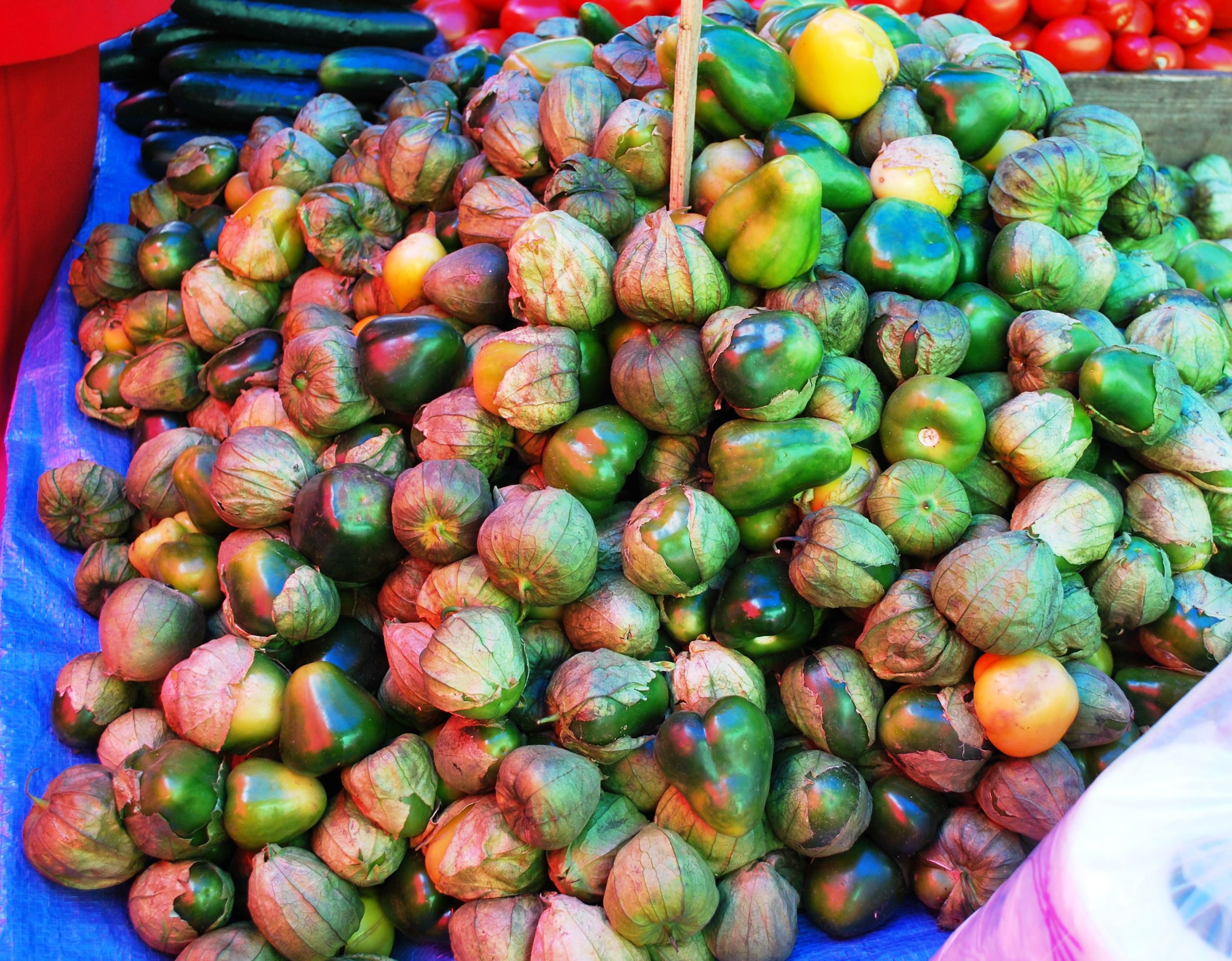
Los tomatillos se llaman también tomates verdes. La forma de decirles depende tanto de su tamaño como de la región de México

## Mercados y cocinas
El mercado y la cocina fueron los principales lugares en donde se desarrolló la cocina típica mexicana. El mercado sirvió como un centro principal de venta de una gran variedad de ingredientes para la elaboración de la comida, que eran complementados con el cultivo familiar de hierbas como el epazote, la hierba santa y muchos otros condimentos, dependiendo de la parte del país en la que se vivía. En las cocinas familiares se llevaba a cabo la preparación de los platillos típicos.
Un ejemplo representativo de mercado en la Ciudad de México fue el “Mercado de Iturvide”, el cual se encontraba localizado en la Plaza de San Juan de Casimiro Castro junto a la iglesia de San Juan de Penitencia. Otro ejemplo fue el mercado Plaza del Volador, a donde, a través del Canal Nacional, llegaban las frutas y verduras procedentes del sur de la ciudad, en específico de Xochimilco.

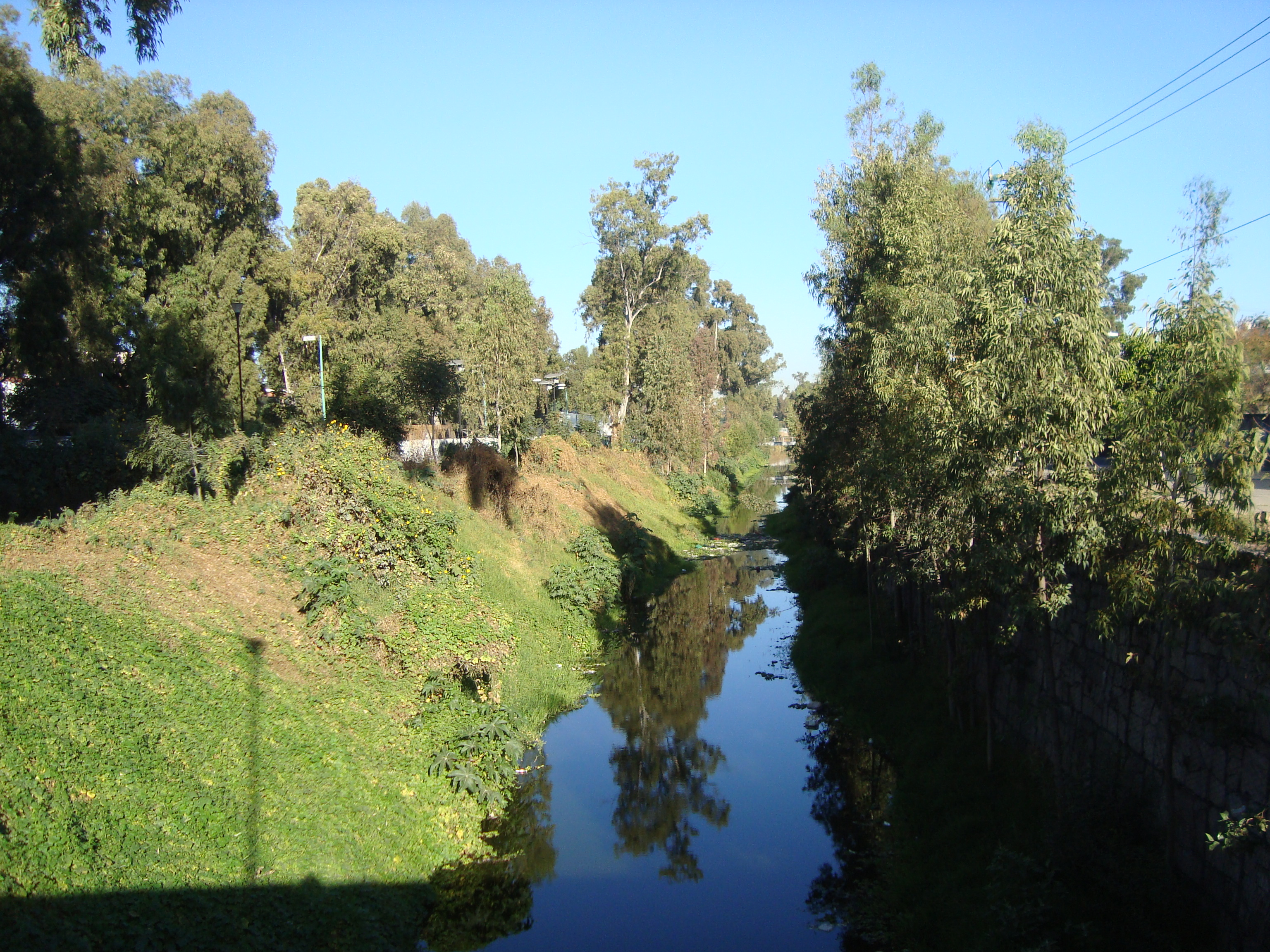
El Canal Nacional, hoy en desuso, fue una gran vía para trasportar frutas y verduras de Xochimilco al centro de la Ciudad de México

Los horarios de comida de los habitantes eran similares. Durante el día, la población solía tener tres comidas fuertes. Habitualmente el desayuno se consumía alrededor de las seis de la mañana. Entre los alimentos que se usaban en el desayuno estaban una taza de chocolate acompañada de pan dulce o de tamales, molletes, tostadas y bizcochos de maíz. Posteriormente, a las once de la mañana las señoras preparaban el almuerzo que consistía en panes y galletas, o calabaza en tacha, arroz con leche u otro dulce acompañados de licores dulces como el jerez. 

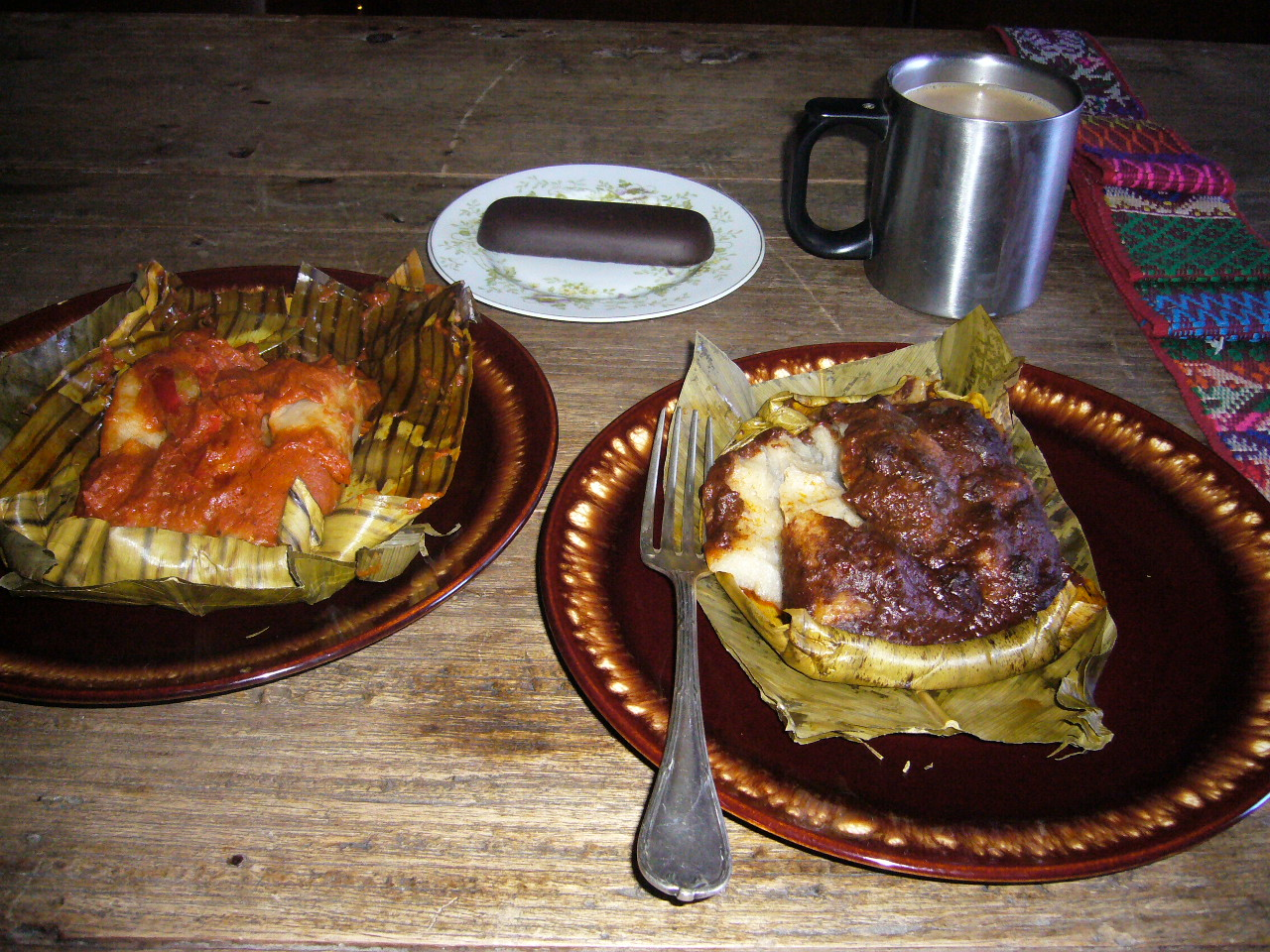
Los tamales son parte esencial de la comida mexicana

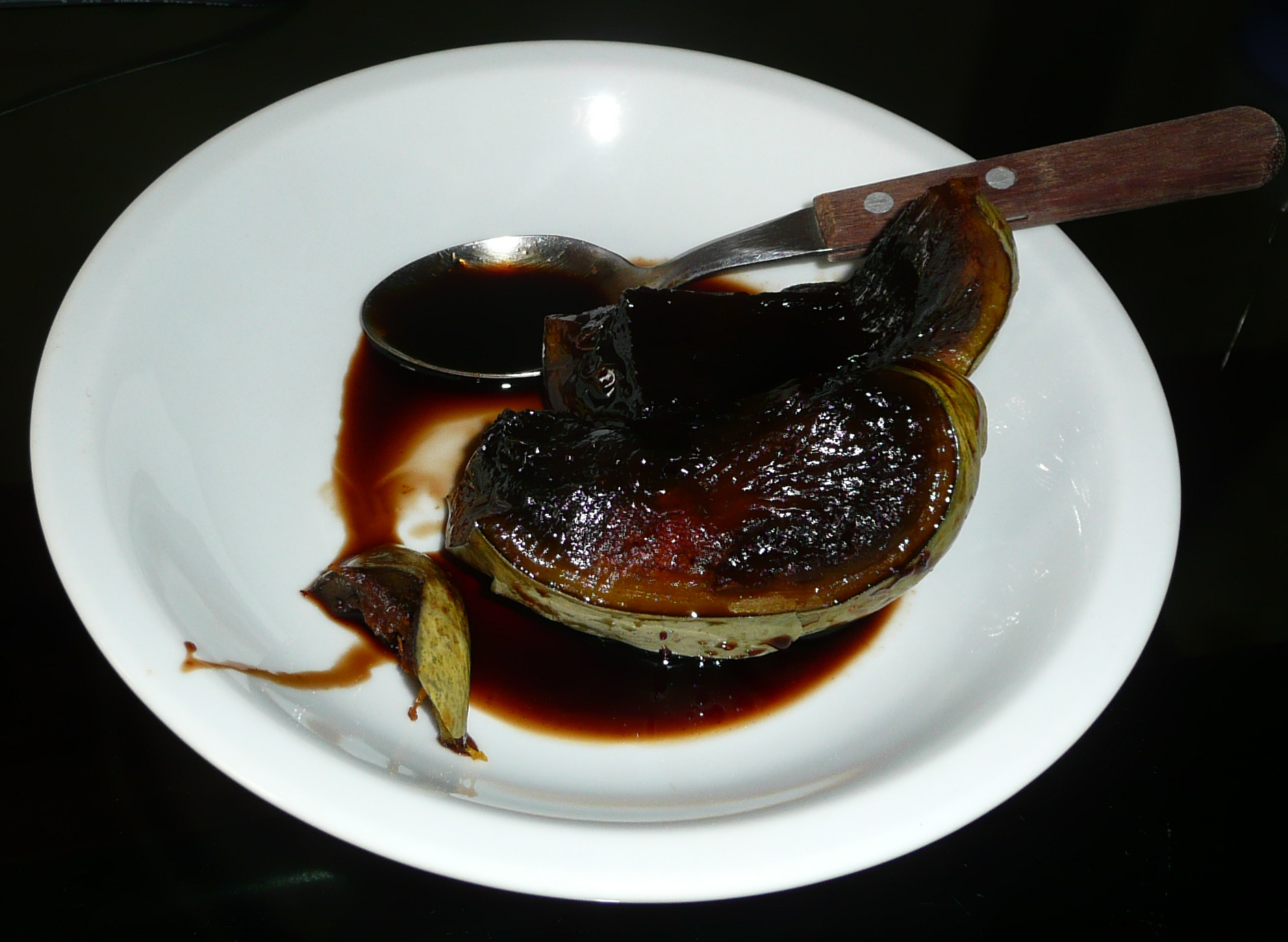
Calabaza en tacha

A la una de la tarde se tomaba la comida principal integrada en cinco tiempos, como se les decía al tipo de alimentos que se iban sirviendo: la sopa aguada, el arroz, el guisado de verduras, el plato fuerte y el postre. El plato fuerte se elaboraba con carne, pollo o pescado, y el postre, servido al final, eran garapiñados, cocadas o dulces de leche.

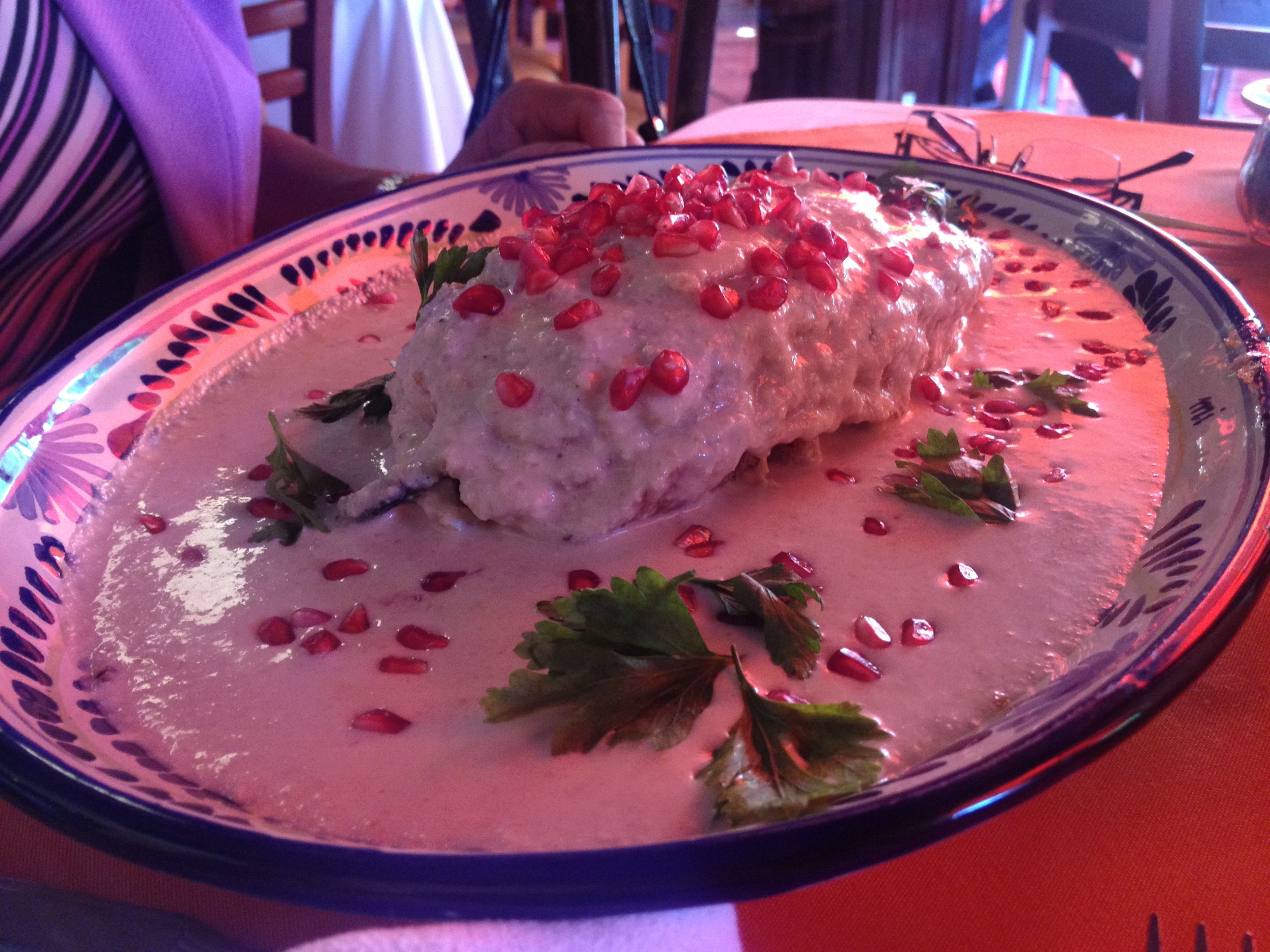
Chile en nogada, uno de los primeros platillos de la cocina mexicana del

Para la merienda, en la tarde-noche se consumía algún guisado y el indispensable pan dulce junto con su taza de chocolate, desplazado por la taza de café con leche a medida que creció la influencia francesa en México.

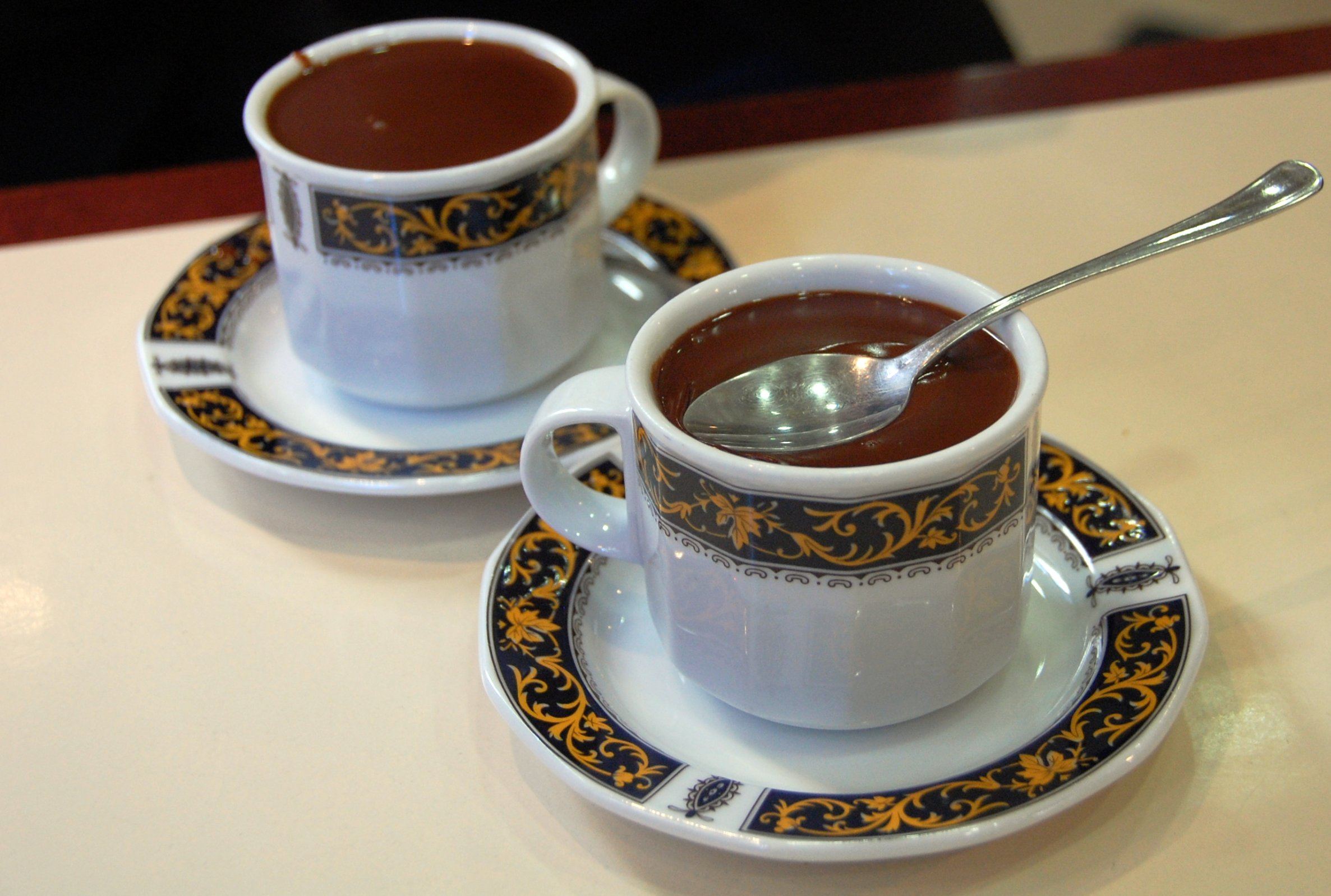
"Las cuentas claras y el chocolate espeso" es un viejo dicho popular sobre cómo deben ser las cosas

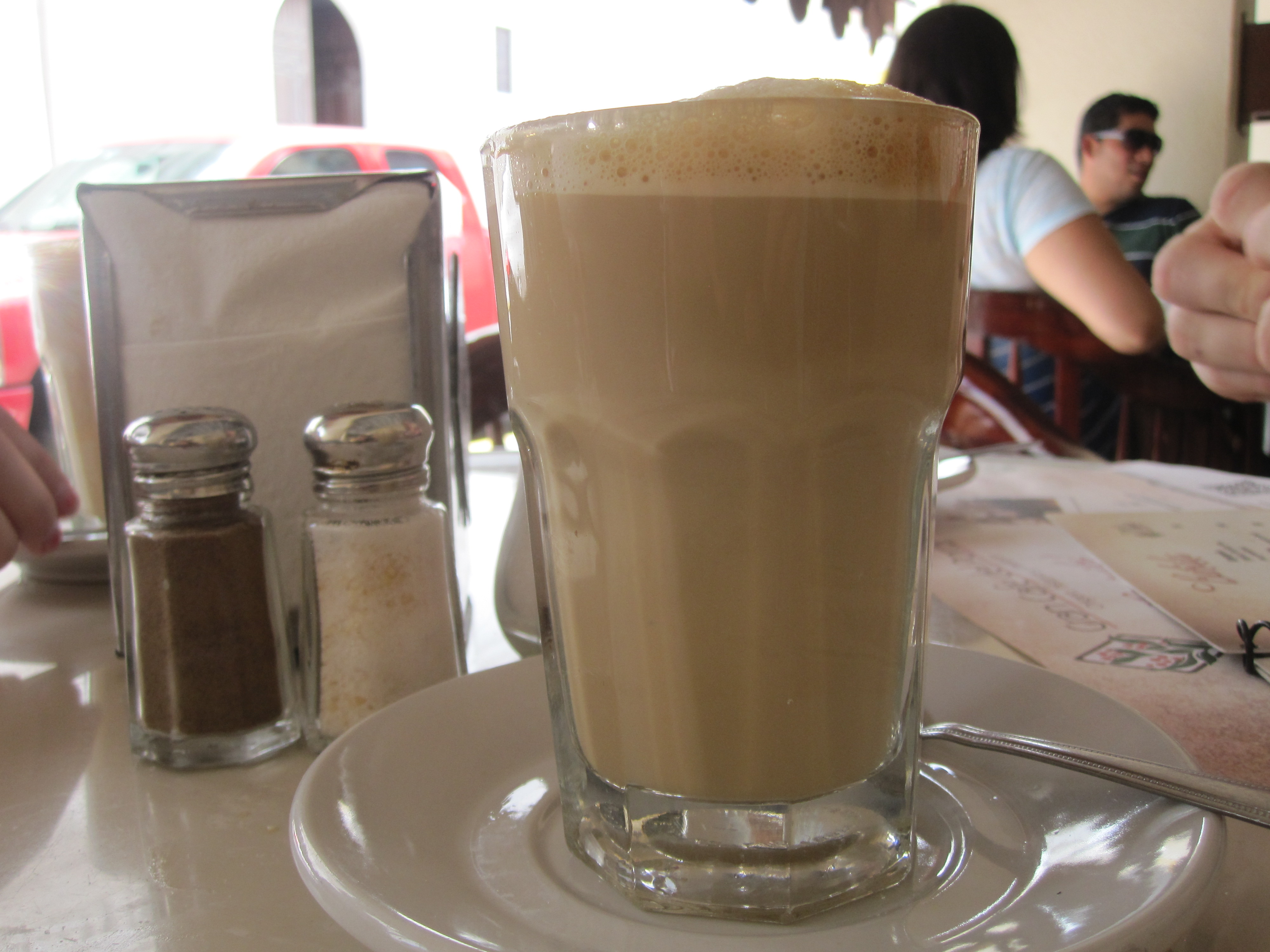
El café au lait francés dio origen al café con leche mexicano, que se sirve en taza o en vaso, según el lugar en que se esté. Este es un "Lechero" veracruzano típico

## Inicios delsigloXIX: La introducción de manuales y recetarios franceses
El Virrey marqués de Croix, don Carlos Francisco de Croix fue quien introdujo la cocina francesa a La Nueva España, pues llegó en 1766 con un grupo de cocineros franceses que serían los encargados de prepararle la comida.
En el siglo XIX, a raíz de la independencia, llegaron a México técnicas francesas por medio de manuales y recetarios. Los manuales dieron la pauta para comenzar a crear un sincretismo entre la cocina europea y la mexicana. Tiempo después los mexicanos adoptaron el uso del manual para difundir trucos y recetas. El primer manual apareció en 1831, el cual determinó la técnica de cocina, la limpieza y las costumbres culinarias de los hogares. En el mercado se reflejó la nueva demanda del consumidor.

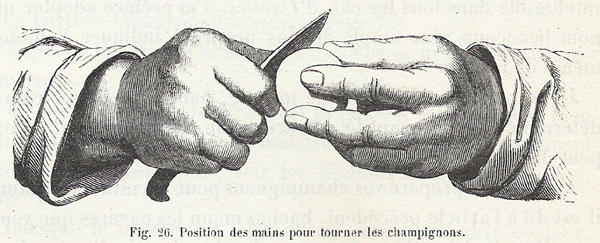
Recetarios y manuales enseñaron a los mexicanos a preparar la comida francés, por ejemplo en 1867 los Gouffe-Tourner champignons

"El término arte que muy frecuentemente vemos estampado en estos documentos implica una valorización del alimento, un reconocimiento de la pericia agente-instructor, aunque es preciso decir que a menudo los impresores los hicieron pasar como creación de cocineras anónimas." 

## Mediados delsigloXIX
En el México independiente, los criollos reclamaban la cocina hispana, rechazando la comida indígena. Sin embargo, solían reunirse en secreto para consumir aguacate, huitlacoche, tortillas, entre otros platillos. Existía una fuerte presencia indígena en la cocina y una fuerte influencia francesa en público.

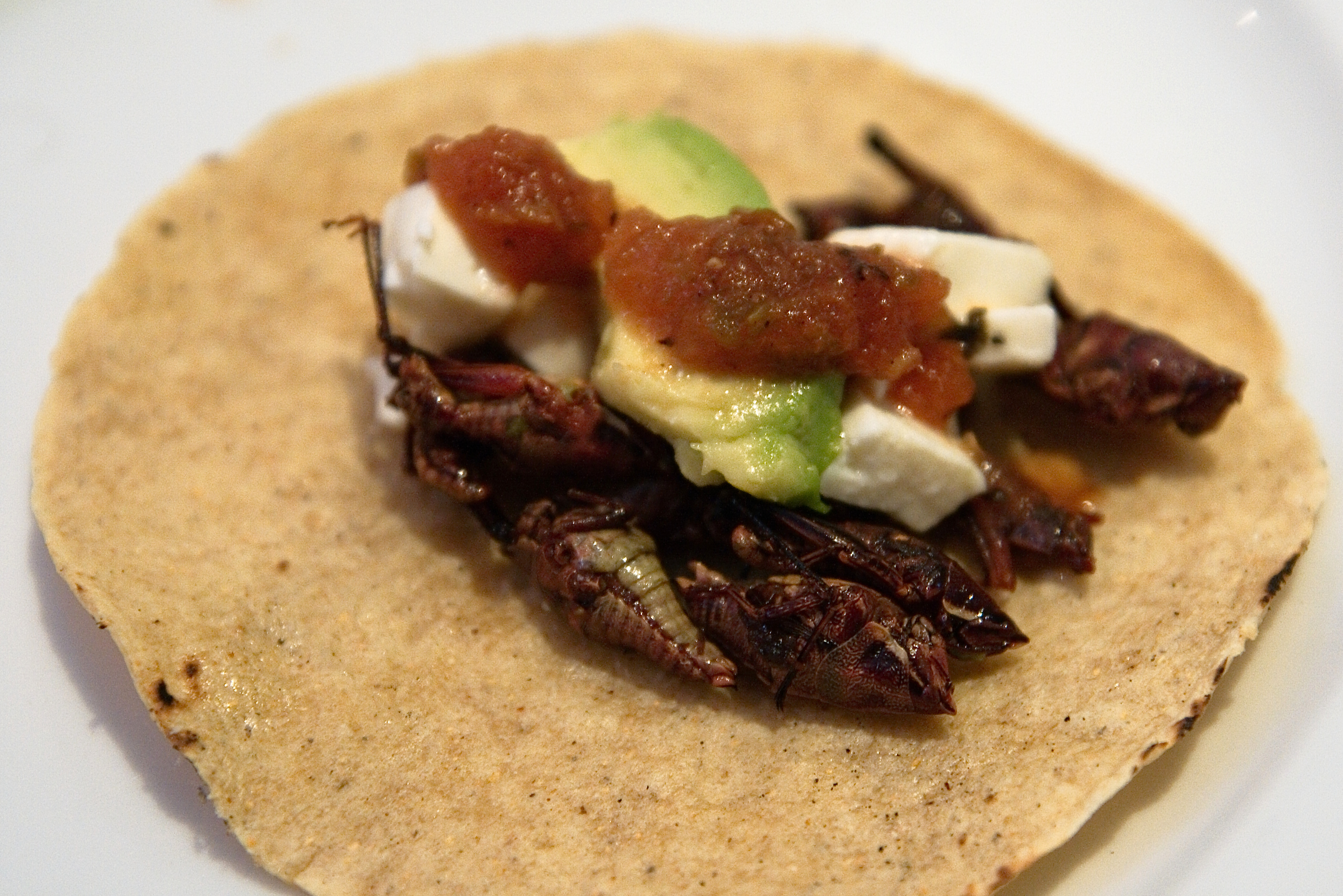
Los tacos de chapulines, presentes en la comida mexicana, aunque un tiempo los criollos no los consumían en público

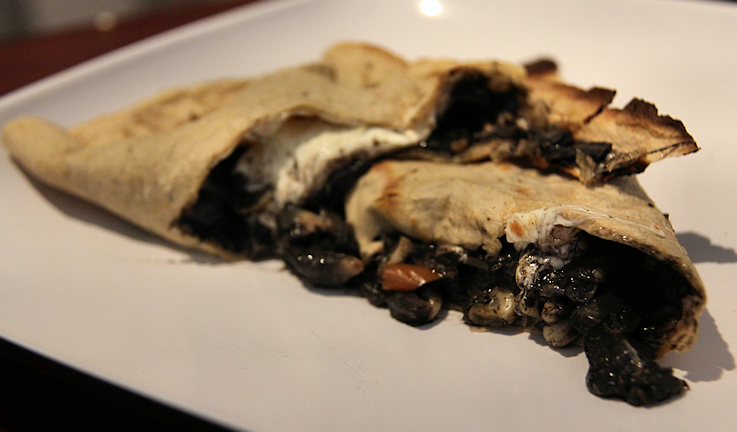
La empanada de huitlacoche sintetiza el tradicional hongo de maíz mexicano y la empanada o paste de los ingleses

La nueva cocina mexicana debía mantener un equilibrio entre lo nutritivo de la comida y el buen sabor. Existió un enfrentamiento entre la comida regional y extranjera. A este nuevo género se le llamó de diferentes maneras: comida americana, cocina del estilo del país y finalmente, cocina mexicana.
En 1866 se publicó El libro de las familias y en 1896 apareció El cocinero de las familias que incluía comidas hispanoamericanas y mexicanas. La mayoría de los platillos eran de Yucatán y de Veracruz. Con el tiempo existirían muchos libros más que contendrían al tamal como uno de los platillo especiales mexicanos.

## Finales delsigloXIX

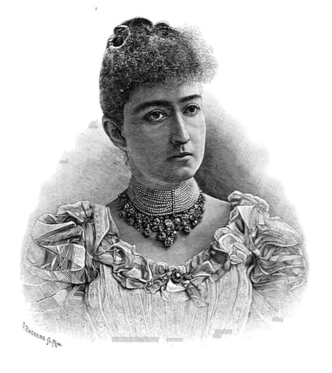
Cuenta la tradición que el platillo favorito de Carmen Romero Rubio, la esposa de Porfirio Díaz, era la ensalada de corazones de chayote

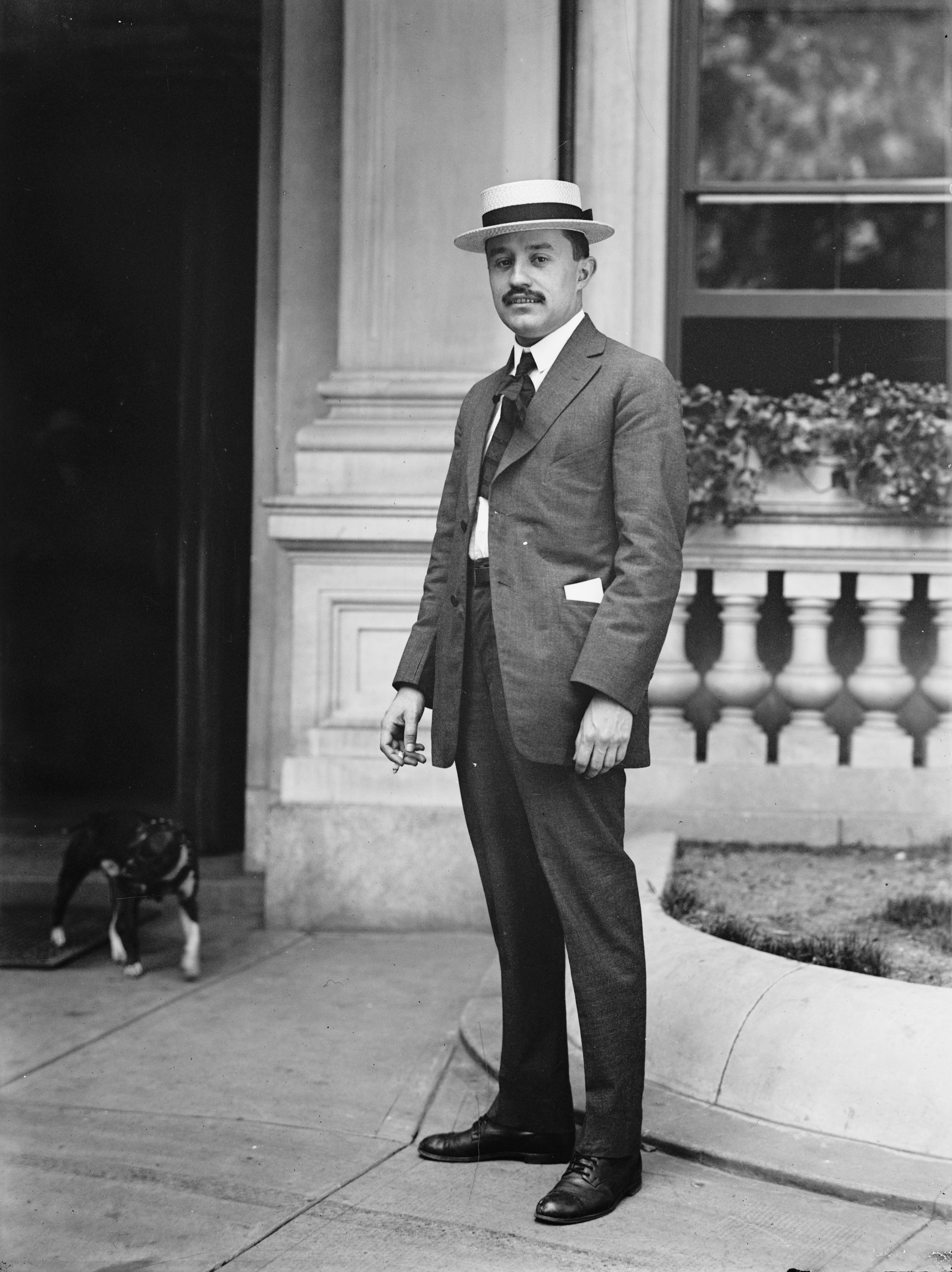
Vasconcelos apreció mucho la comida típica mexicana del Norte a pesar de que su frase "La civilización termina donde comienza la carne asada" parece indicar lo contrario

A finales del siglo XIX existió un cambio en la cocina, llegaron más utensilios y también nuevas orientaciones. Las madres debían ser ilustradas y seguir controlando sus deberes en el hogar. Tal fue el caso de la mexicana Virginia Rodríguez Rivera, una mujer que decidió publicar la herencia de su abuela y revelar cómo crear estofados, mole chorreado y envueltos.
La élite en los tiempos de Porfirio Díaz prefería una cocina europea, sin dejar de lado la mexicana, mientras que el resto de la población se concentraba en platillos populares. Se comenzó con una cocina tradicional y terminó sincretizando parte de la cocina francesa.
El futuro secretario de educación José Vasconcelos habló del lujo gastronómico en Piedras Negras y en Eagle Pass. En estos lugares, y otros de la frontera Norte, trascurrió gran parte de su infancia, a finales del siglo XIX. Ahí se aficionó a distintos platillos como lo fueron el pipián, los garbanzos, el arroz el cocido y estofado de pollo.

## Ejemplos de sincretismo en los alimentos delsigloXIX

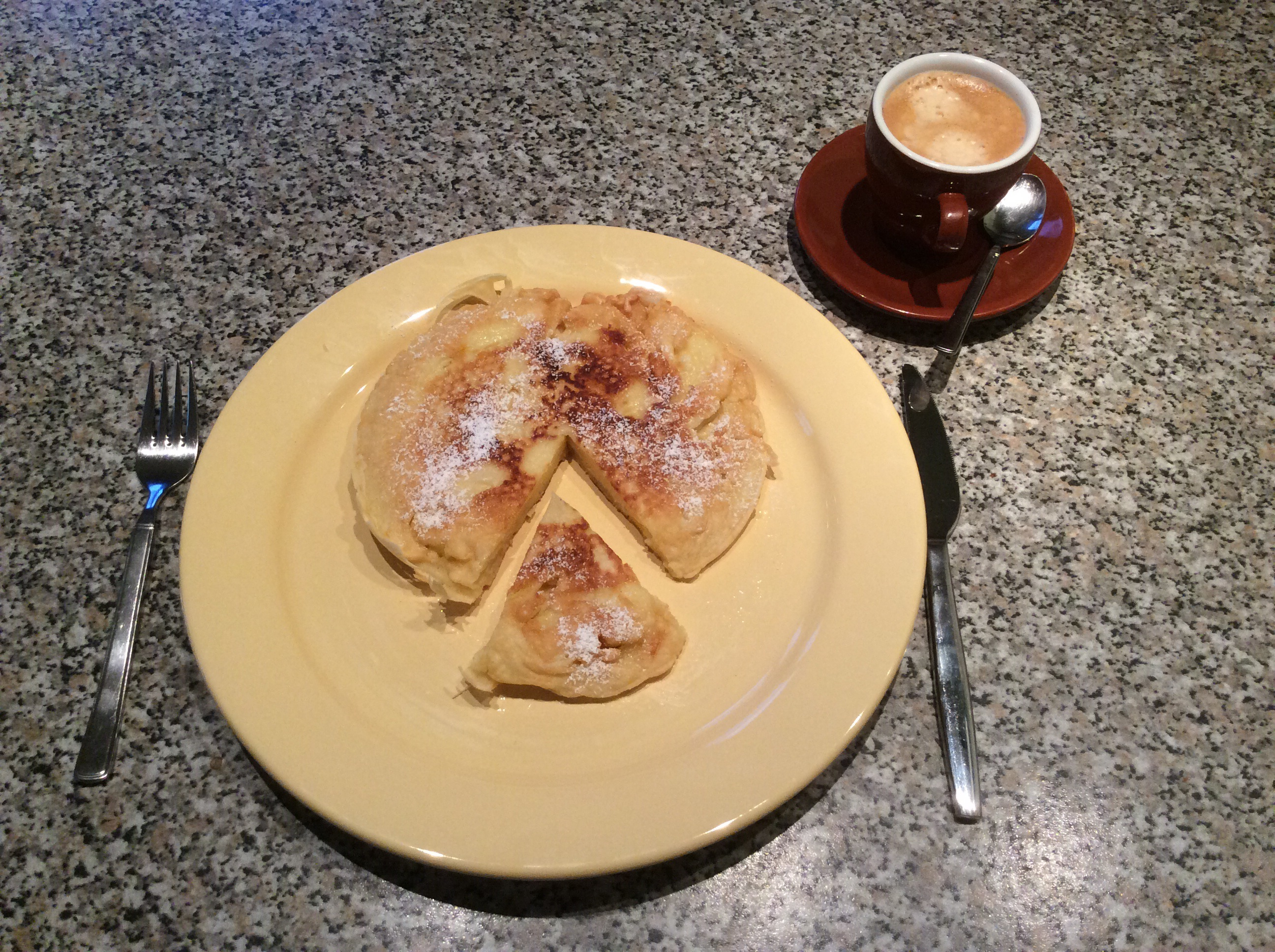
Las recetas del beignet de queso y del de manzana incorporan el vocablo náhuatl "tortilla" para indicar cómo deben prepararse

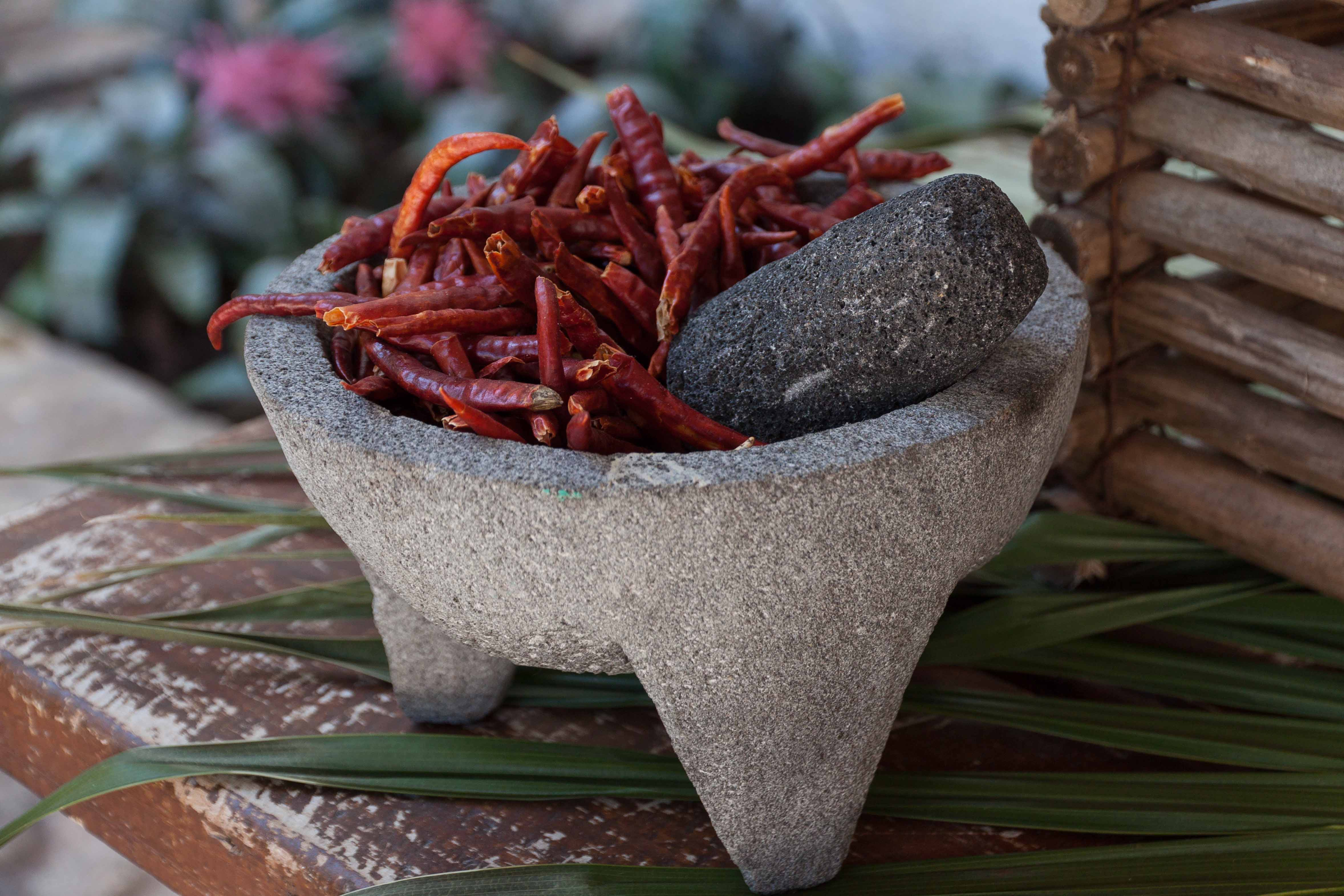
El molcajete, con su tejolote, se usaba para elaborar las albóndigas a la francesa

Ejemplos de platillos del siglo XIX que muestran la interacción entre la cocina mexicana y la francesa son:
- •	Los beignets au fromage, que se deben aplanar como una tortilla en su elaboración.
- •	Las albóndigas a la francesa, que se elaboraban sobre un metate y con un molcajete.
- •	Los chiles rellenos de especias, preparados en chiles poblanos y sazonados con vino tinto.
- •	Los pollos en guisado de cilantro que mezclaban técnicas mexicanas con las francesas.
- •	El pipián elaborado con cacahuate y pollo
- •	El puchero preparado con pollo, garbanzos, harina y caldo

## Bebidas

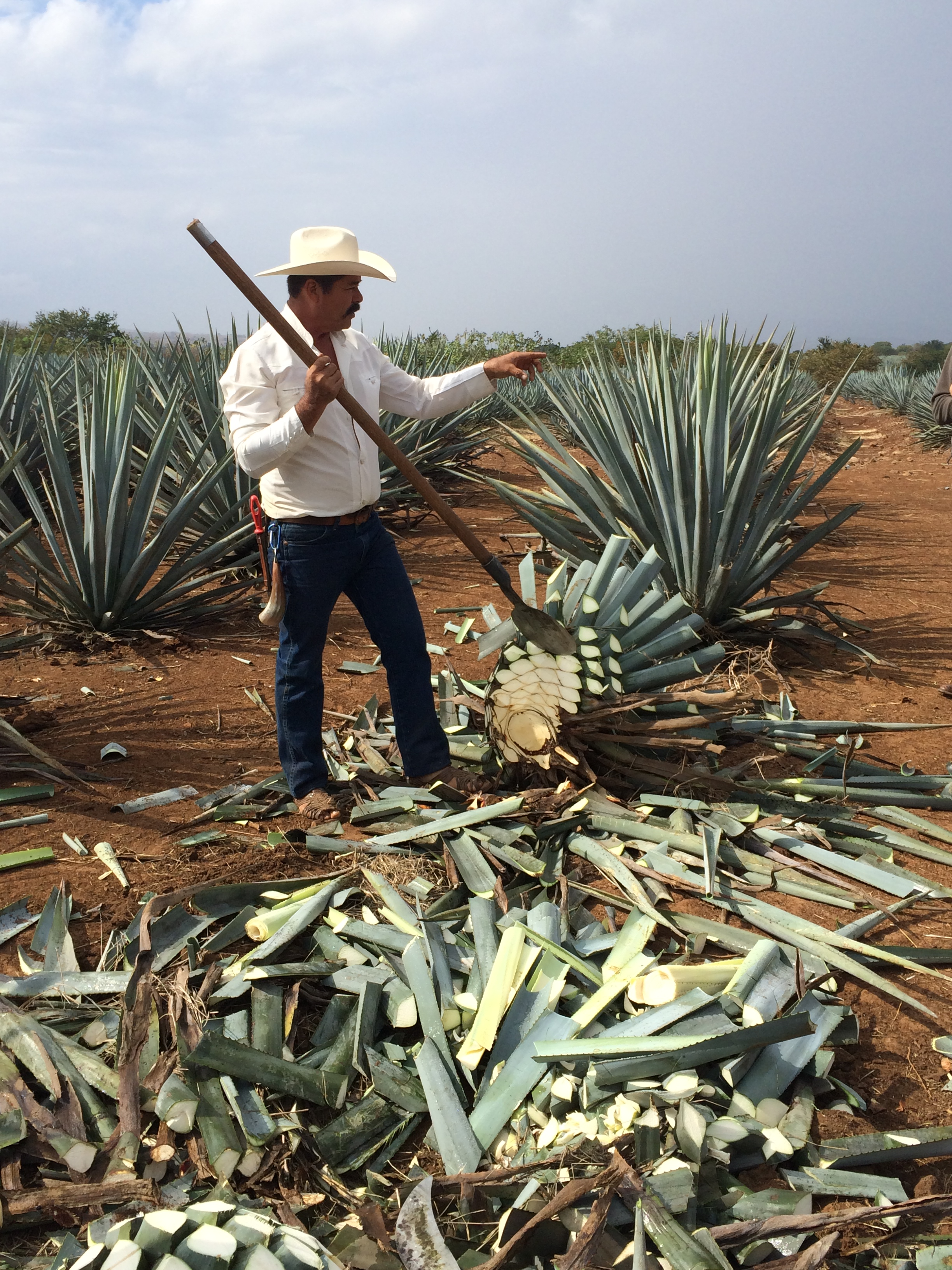
El jimador, fundamental para producir tequila

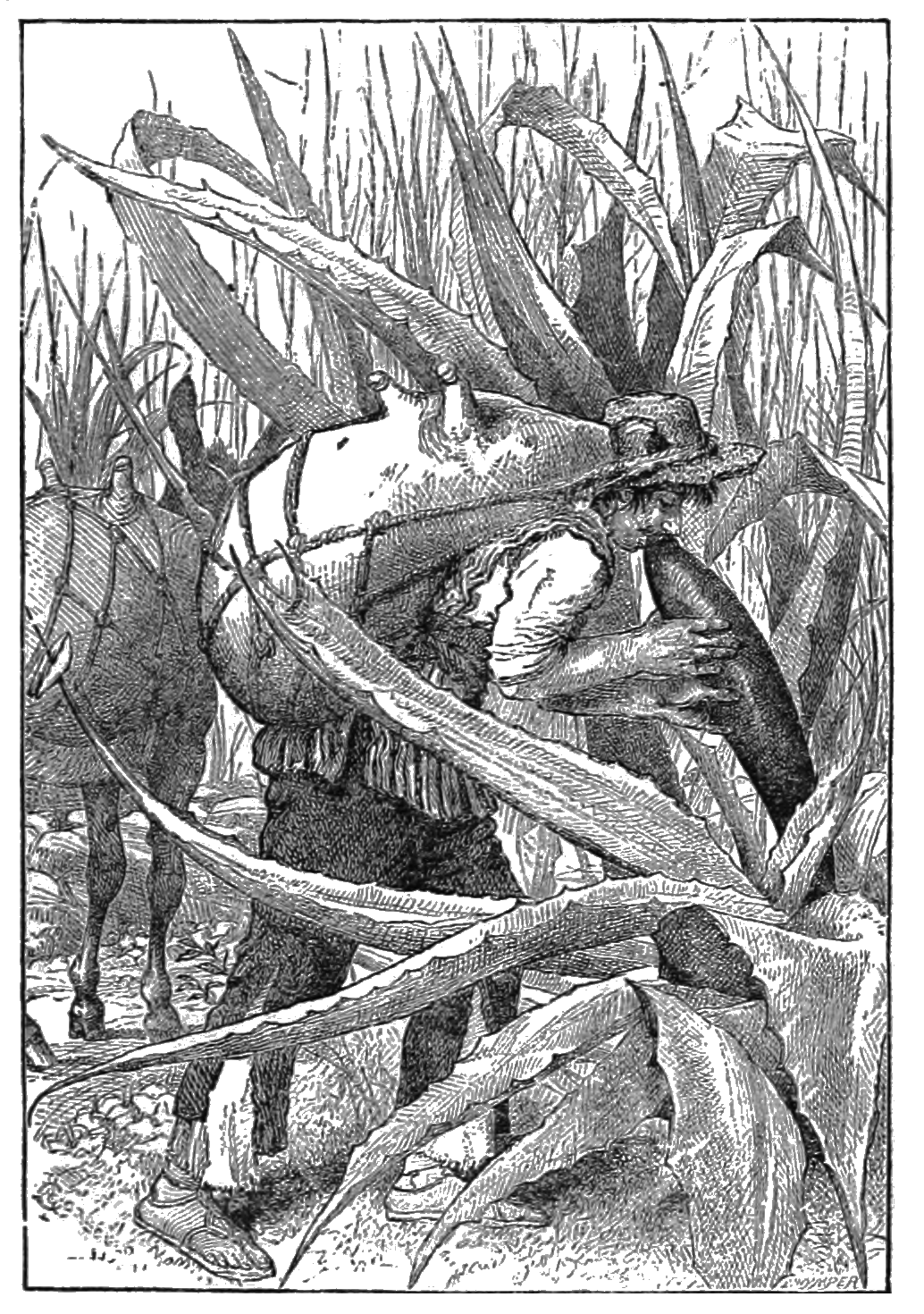
El trabajo del tlachiquero es indispensable para producir pulque

Las bebidas más representativas del siglo XIX eran elaboradas en su mayoría bajo un proceso de fermentación y de destilado. El mestizaje de las bebidas prehispánicas y las técnicas españolas brindó la posibilidad de crear bebidas alcohólicas como el mezcal y el tequila, que se agregaron al pulque, todas hechas a partir de agave, que fueron consumidas por la sociedad decimonónica.
El pulque fue uno de los principales acompañantes de la mesa mexicana de todos los grupos sociales. Como decía la condesa austriaca Paula Kolonitz, perteneciente a la corte de la emperatriz Carlota en 1864: "El vino y la cerveza se beben poco, pero el pulque jamás falta a la mesa de los ricos".
La elaboración del pulque comenzó con fines de rituales en la época prehispánica. Se prepara a partir del aguamiel, jugo fermentado que se extrae del corazón del maguey. Después el centro de éste se ahueca para extraer su jugo, el cual se retira diariamente durante dos meses. Finalmente, el jugo se fermenta con ayuda de unas levaduras silvestres y está listo para tomarse.
Desde tiempos virreinales, la producción de pulque se limitó al Altiplano Central, en específico en los estados de Hidalgo, Tlaxcala Puebla y parte del estado de México. En ellos se establecieron haciendas para producirlo, como lo fue la poblana de Soltepec. A finales del siglo XIX hubo grandes productores como fue Ignacio Torres Adalid. Las pulquerías fueron centro de reunión para la clase baja de la sociedad, las cuales fueron reglamentadas desde aquellos tiempos, mientras que las clases medias y altas consumían la bebida en sus casas.
Otra bebida representativa fue el tequila, llamada así por su lugar de origen. Anteriormente se le denominaba “vino mezcal”. Su manufactura estuvo prohibida hasta mediados del siglo XVIII. A principios del siglo XIX, en el pueblo que hoy se conoce como Tequila, en el estado de Jalisco, se establecieron fábricas como “La Rojeña” y “La Antigua Cruz”. Otro aspecto importante es que debido a la cercanía con el Puerto de San Blas, el tequila se comenzó a exportar. El tequila siempre fue popular en el pueblo, sin embargo los ricos preferían tomar bebidas europeas.

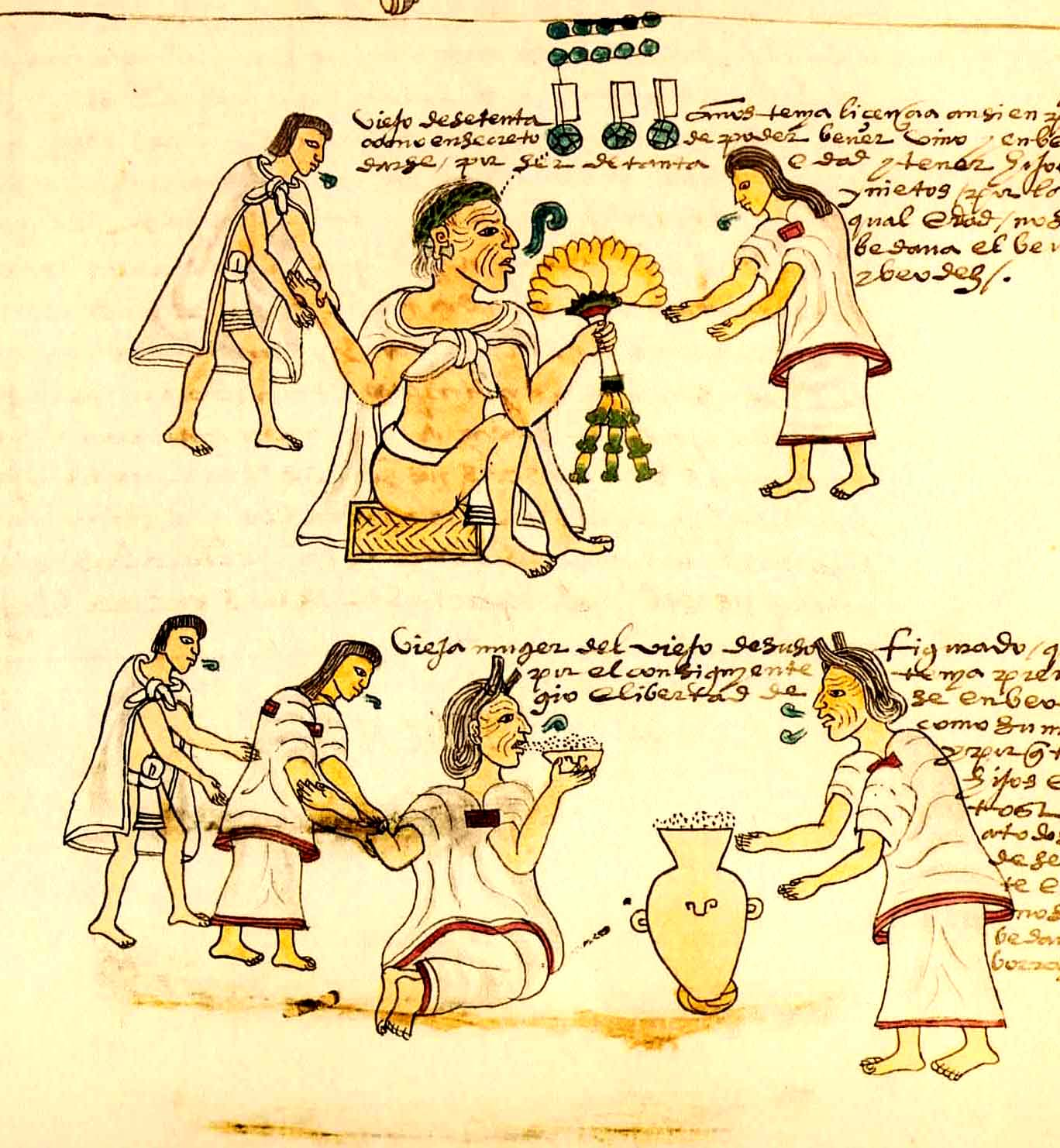
El pulque es una bebida prehispánica

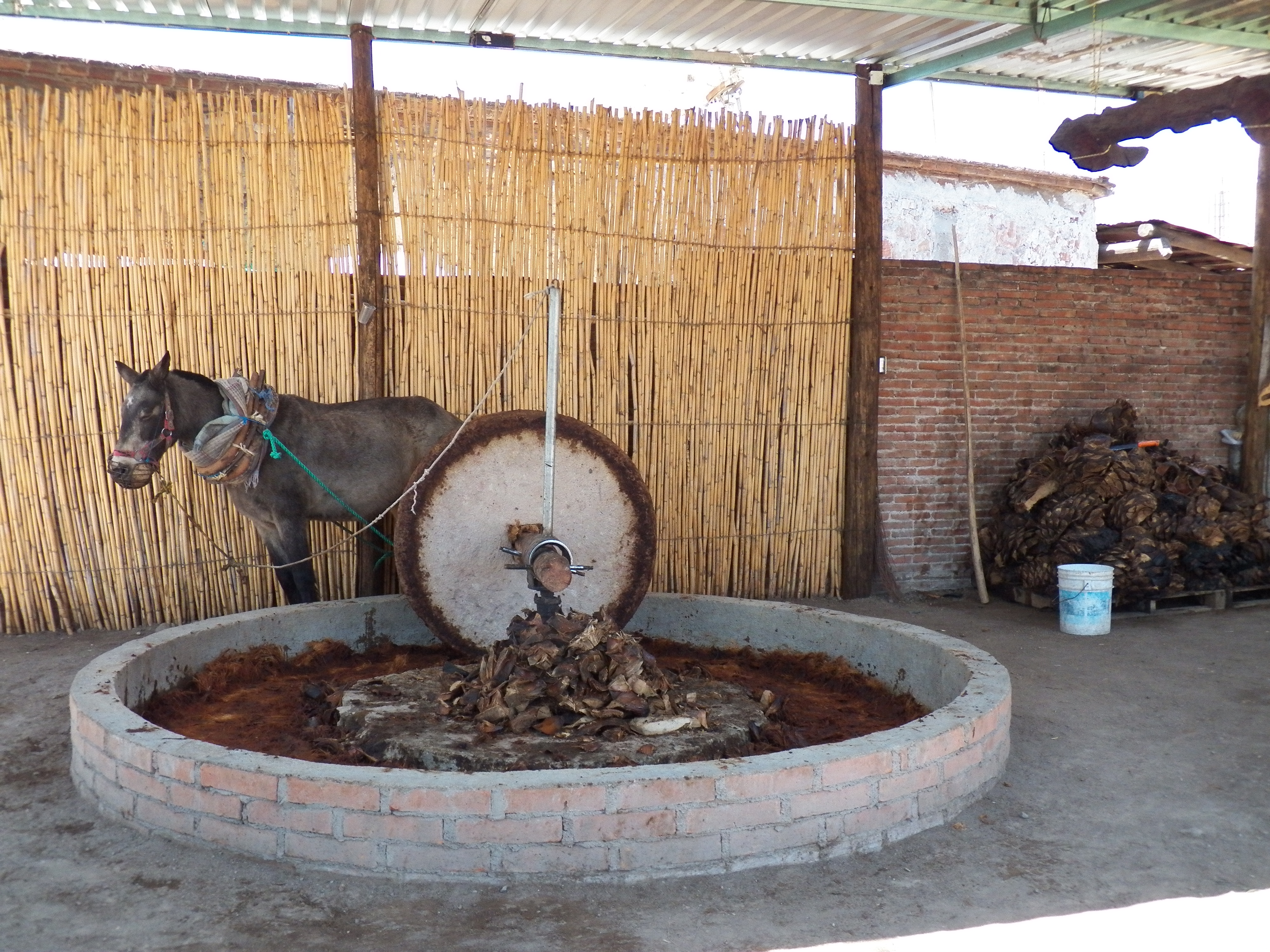
Molino para mezcal

La tercera bebida representativa fue el mezcal. Hay diversas versiones sobre su origen. En Oaxaca se dio un gran auge en la producción. Hay tantas formas de producirlo como zonas de producción existe. Son especiales aquellos que llevan una pechuga de guajolote y otra de gallina o una de conejo, para darle un sabor distinto al mezcal.
La cuarta bebida representativa fue el chinguirito. No debe confundirse con el platillo. El chinguirito es una mezcla de aguardiente y miel que se pone a la lumbre para acelerar su destilación. Estuvo prohibido durante la época colonial. Sin embargo, al igual que en el siglo XIX, las personas de bajo estrato social lo consumían en las vinaterías. En la década de 1840 se puso de moda tomarlo cerca de los mercados, con infusiones de hojas de té de naranja o limón, llamadas hojitas con piquete. Además, el historiador Antonio García Cubas menciona que durante el Porfiriato "los decentes tomaban sus copitas en las pastelerías francesas, las vinaterías eran cantinas de los borrachos de frazada...".